# Frank Williams Racing Cars
Frank Williams Racing Cars was een Brits Formule 1-team.
In 1968 richt Frank Williams zijn eigen Formule 1-team op, met als coureur Piers Courage. In 1970 komt Courage op het circuit van Zandvoort om het leven, hetgeen een diepe indruk maakt op Frank Williams. Het jonge team moet de volgende jaren worstelen met financiële problemen en teleurstellende resultaten. Op 15 juli 1972 rijdt er tijdens de Grand Prix van Engeland voor het eerst een eigen Williams-chassis mee in het Formule 1-veld. De wagen wordt genoemd naar de sponsor Norev en wordt bestuurd door Henri Pescarolo. Na 24 ronden valt hij uit en bij deze ene race blijft het voorlopig. Het daaropvolgende seizoen is Frank Williams er met zijn team van het begin af aan bij, onder de sponsornaam Iso Marlboro. Op 29 juli 1973 behaalt het team zijn eerste WK-punt, in Zandvoort rijdt de Nederlander Gijs van Lennep de wagen naar een zesde plaats. Later behaalt Ganley ook nog een punt.
In 1974 rijden er zes verschillende coureurs in de Iso Marlboro. In 1975 heet het team voor het eerst Williams. In dit jaar mogen zelfs negen verschillende coureurs het proberen van Frank Williams. De grote uitschieter is de Fransman Jacques Laffite die op de Nürburgring sensationeel naar een tweede plaats rijdt. Een jaar later gaat Frank Williams een verbond aan met Walter Wolf. Er worden geen punten gescoord. Teleurgesteld gaat het tweetal uit elkaar. Williams zou verder leven als Walter Wolf Racing.
Williams richt Williams Grand Prix Engineering op. Hij heeft het financieel moeilijk. Hij zet in 1977 een March-Ford in met de Belg Patrick Nève achter het stuur, maar punten worden niet behaald. Sponsor dat jaar is Saudia Airlines. Later zou dankzij deze sponsor Williams een topteam worden.